# Mundzuk
Mundzuk fue un noble huno, hermano de los gobernantes Octar y Rugila, y padre de Bleda y Atila. En las crónicas húngaras es conocido como Bendegúz y aparece en el himno nacional de Hungría como ancestro patríotico.

## Etimología
El nombre está grabado como Mundzucus por Jordanes, Mundiucus por Casiodoro, Μουνδίουχος (Moundioukhos) por Prisco, y Μουνδίου (Moundiou) por Teófanes de Bizancio. En latín vulgar, la d antes de i y e, seguida por una vocal, se convierte en dz. Gyula Khan y Rásonyi László interpretaron el nombre correctamente como la transcripción del túrquico munčuq, munʒuq, minʒaq, bunčuq, bonʒuq, mončuq, con los significados de "joya, perla, cuenta" y "bandera".